# Steeger (Ottobeuren)
Steeger ist ein Ortsteil des oberschwäbischen Marktes Ottobeuren im Landkreis Unterallgäu.

## Geographie
Die Einöde Steeger liegt etwa sechs Kilometer südöstlich von Ottobeuren. Der Ort ist durch Eheim mit dem Hauptort verbunden.

## Geschichte
Steeger ist 1789 als Ausbau von Eheim entstanden. Das Anwesen war früher eine Köhlerei. Heute erinnern noch Holzkohlefunde und stellenweise schwarzer Boden daran. Steeger hatte 1961 bei der Volkszählung vier Einwohner und gehörte zur Gemeinde Betzisried. Es wurde mit dieser im Zuge der Gebietsreform in Bayern am 1. Januar 1972 in den Markt Ottobeuren eingegliedert.